# Gábor Bozsik
Gábor Bozsik (Budapest, 26 de octubre de 1981) es un deportista húngaro que compitió en piragüismo en la modalidad de aguas tranquilas. Ganó dos medallas en el Campeonato Mundial de Piragüismo, plata en 2006 y bronce en 2007, y dos medallas de bronce en el Campeonato Europeo de Piragüismo, en los años 2006 y 2007.

## Palmarés internacional
| Campeonato Mundial | Campeonato Mundial       | Campeonato Mundial | Campeonato Mundial |
| Año                | Lugar                    | Medalla            | Competición        |
| ------------------ | ------------------------ | ------------------ | ------------------ |
| 2006               | Szeged (Hungría)         | Medalla de plata   | K4 500 m           |
| 2007               | Duisburgo (Alemania)     | Medalla de bronce  | K4 500 m           |
| Campeonato Europeo |                          |                    |                    |
| Año                | Lugar                    | Medalla            | Competición        |
| 2006               | Račice (República Checa) | Medalla de bronce  | K4 500 m           |
| 2007               | Pontevedra (España)      | Medalla de bronce  | K4 500 m           |